# Holstebro Kirke

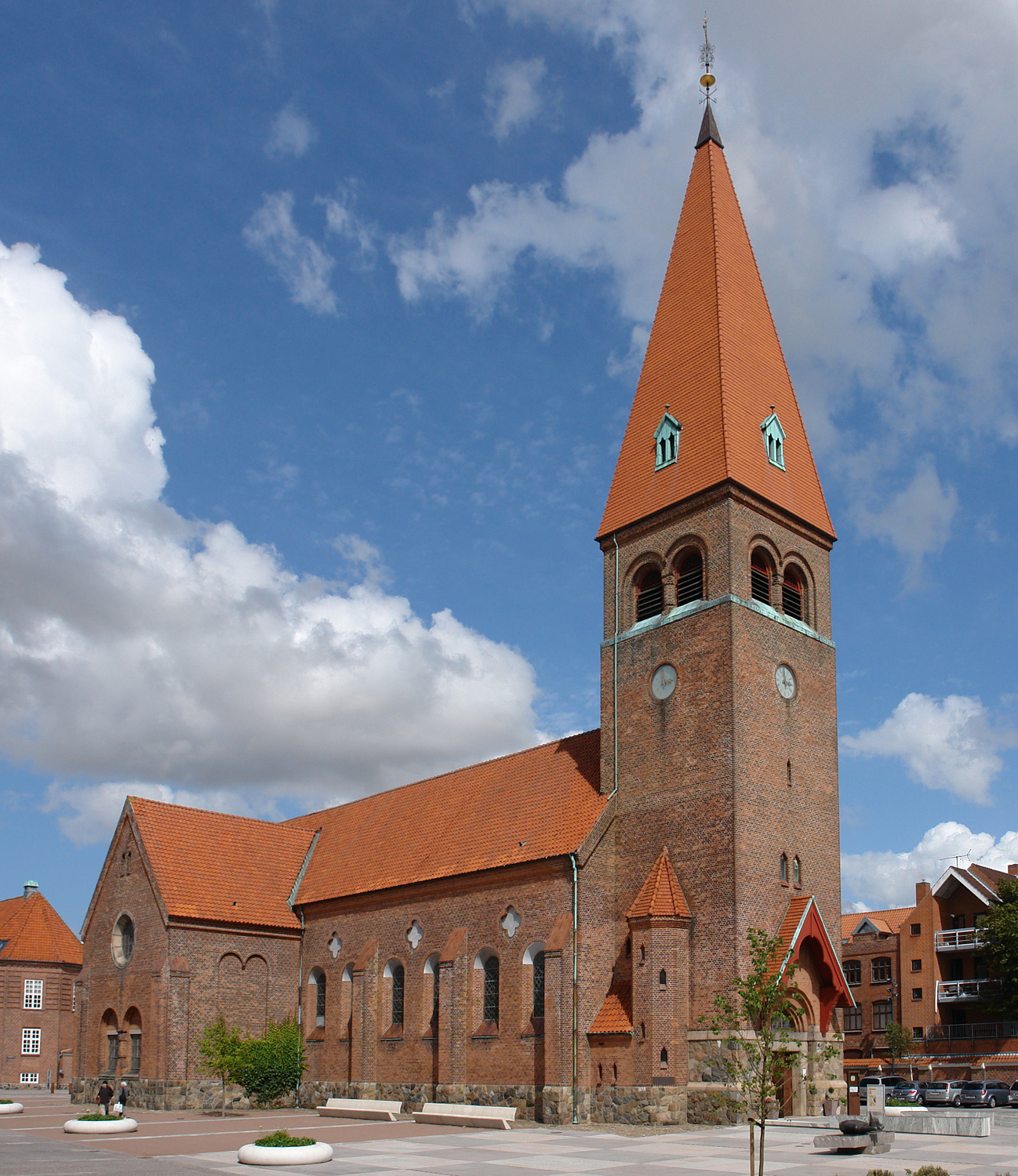
Holstebro Kirke

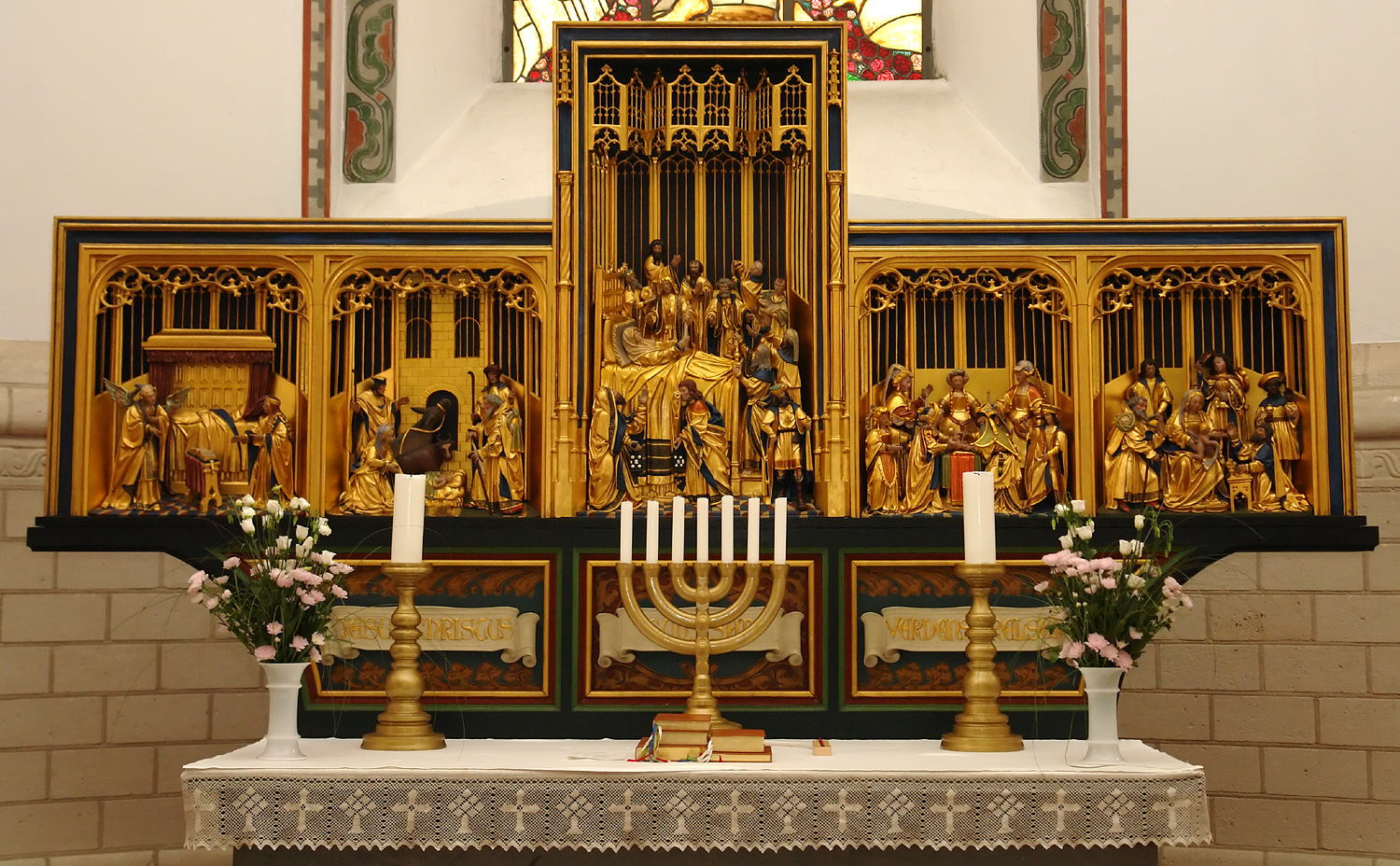
Niederländischer Altar, vergoldete Holzschnitzerei um 1510

Die Holstebro Kirke in der dänischen Stadt Holstebro wurde 1907 von Architekt Vilhelm Ahlmann (1852–1928) erbaut. Ihr eklektizistisch-nationalromantischer Stil gleicht dem der Aalbæk Kirke, welche Ahlmann zehn Jahre zuvor geschaffen hatte.
Der Bau mit 750 Sitzplätzen ersetzte eine mittelalterliche Kirche, die 1906 abgerissen worden war. 

## Inventar
Viele Einrichtungsgegenstände aus der alten Kirche wurden in der neuen Kirche wieder verwendet, so drei Kronleuchter aus den Jahren 1661, 1742 und 1788. Das für dänische Kirchen typische Votivschiff stammt von 1725, ein weiteres wurde 1999 hinzugefügt.
Zwei Epitaphe zeigen Baron Rudolf von Gersdorff (* 1660) und dessen zweite Gattin Karen Solgaard sowie Christen Christensen de Linde (1626–1706) mit seiner Gattin Dorothea Nielsdatter (1639–1685). Bei der Restaurierung 1982 fand man unter dem Porträt von Linde ein älteres Bild, das jetzt wieder im Epitaph zu sehen ist. Das Bild des älteren Paares hängt an der Wand daneben. 
Im Jahr 2003 fertigte der Bildhauer Niels Helledie ein Kruzifix für die Kirche.
Im Chor befinden sich eine Kanzel (Anfang 17. Jahrhundert; Schalldeckel 1600). Die Bemalung der Kanzel wurde 1907 besorgt und zeigt die Evangelisten. Aus demselben Jahr stammt der Taufstein. Der niederländische Altar von 1510 zeigt Mariä Verkündigung, die Geburt Christi, das Sterben der Jungfrau Maria sowie die Beschneidung des Herrn.
Die Orgel aus dem Jahr 1957 wurde 1982 auf 45 Stimmen erweitert, die 2710 Orgelpfeifen wurden von der Firma Frobenius gefertigt.
Das Glockenspiel im Kirchturm verfügt über 48 Glocken.